# ديتيرينول
ديتيرينول (بالإنجليزية: Deterenol)‏ هو دواءٌ منبهٌ مُصطنَع حيويًّا، يعمل ناهضًا لبيتا الأدرينالية، ويُباع تحت الاسم التجاري بيتافرين (بالإنجليزية: Betafrine)‏. يوجد ديتيرينول مكونًا لمنتجات المكملات الغذائية، ولكنه محظور في معظم البلدان بسبب قدرته على توقف القلب.